# Wasyl Całkowski
Wasyl Całkowski (ur. 1822 w Tyszkowcach, zm. 1898 tamże) – włościanin, ukraiński działacz społeczny, poseł do Sejmu Krajowego Galicji III kadencji (1870–1876).

## Życiorys
Wybrany do Sejmu Krajowego w IV kurii obwodu Kołomyja, z okręgu wyborczego nr 12 Horodenka-Obertyn.